# Hemaris
Hemaris es un género de lepidópteros ditrisios de la familia Sphingidae conocidos vulgarmente como mariposas picaflor. Tienen una distribución holártica, con 23 especies distribuidas en el Nuevo y el Viejo Mundo. Las larvas se alimentan principalmente de hierbas o arbustos de las familias del cardo (Dipsacaceae), Apocynaceae, Ericaceae, Rosaceae y de las madreselvas (Caprifoliaceae).

## Descripción
Los huevos son pequeños, esféricos y de color verde pálido nacarado.
Las larvas son cilíndricas y con verrugas o tubérculos. A menudo las verrugas tienen setas o espinas. La mayoría de las larvas son verdes o marrones, pero hay algunas variaciones de color. Todas tienen una banda longitudinal dorso lateral distintiva desde la cabeza hasta el cuerno en el extremo posterior.
La pupa se envuelve en un capullo de tejido muy suelto; las pupas de algunas especies son brillantes. Hay un tubérculo prominente al lado de cada ojo. El cremáster es grande y aplanado. 
El imago o adulto es una mariposa diurna de cuerpo robusto que se asemeja a los abejorros en la forma del cuerpo. A menudo se los confunde con colibríes o picaflores por su forma de volar y se les suele dar el nombre común de mariposa picaflor. Las alas tienen partes transparentes que han perdido su cubierta de escamas durante los primeros vuelos. Las antenas de ambos sexos tienen forma de mazo bien pronunciado y con forma ligeramente de gancho. El abdomen termina en forma de abanico. Los adultos se alimentan del néctar de las flores y son buenos polinizadores.

## Galería

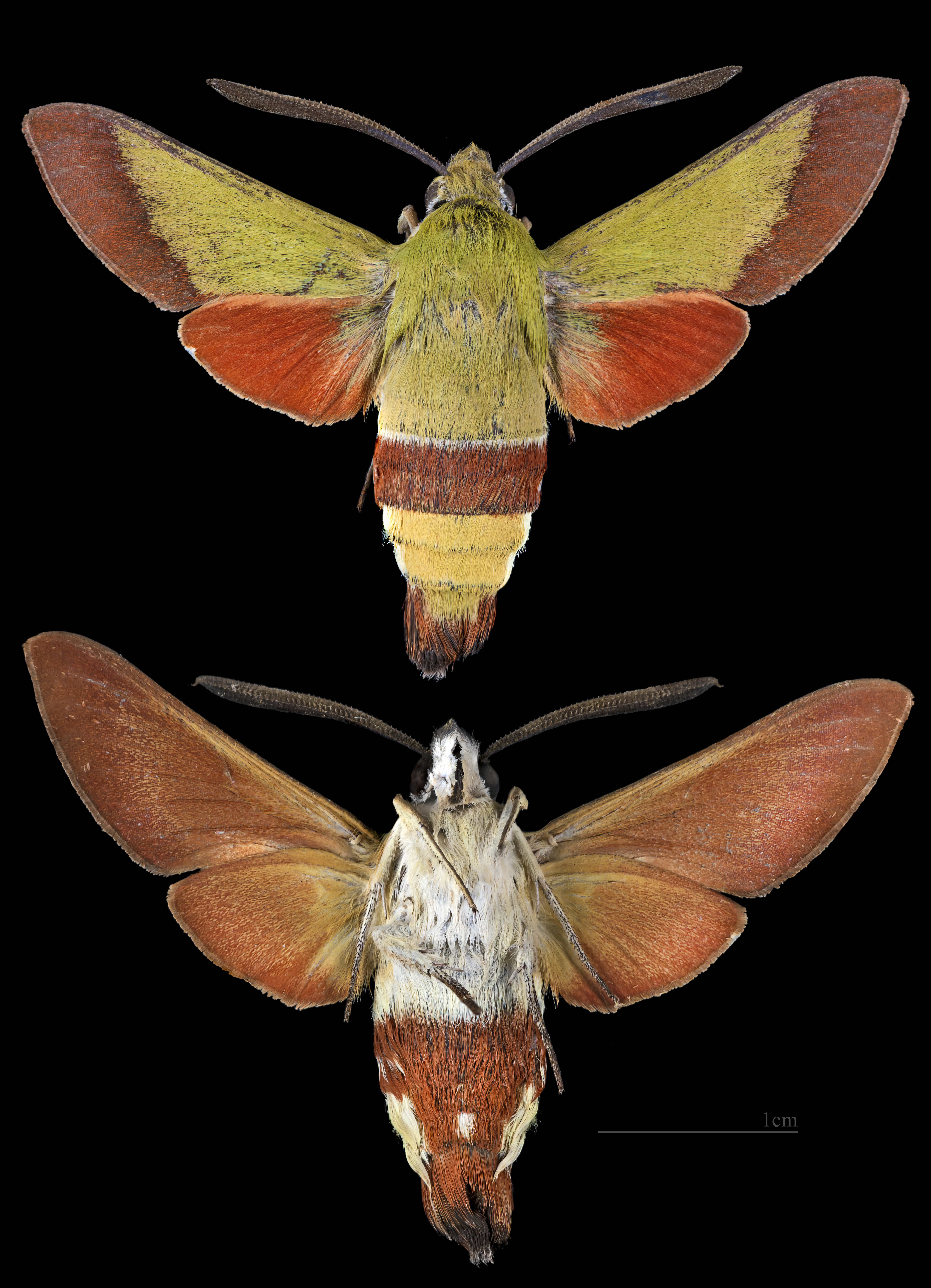
Hemaris croatica
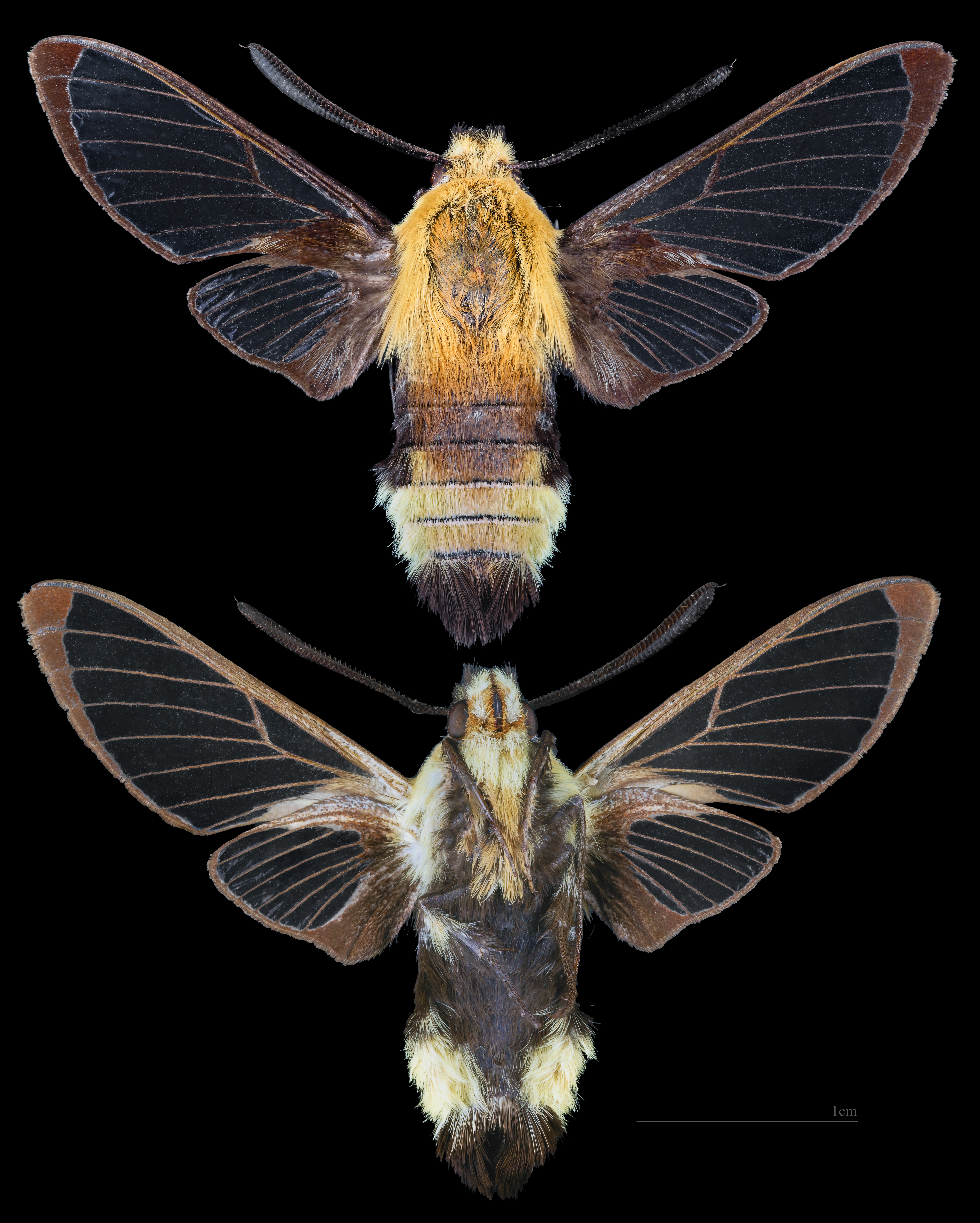
Hemaris diffinis
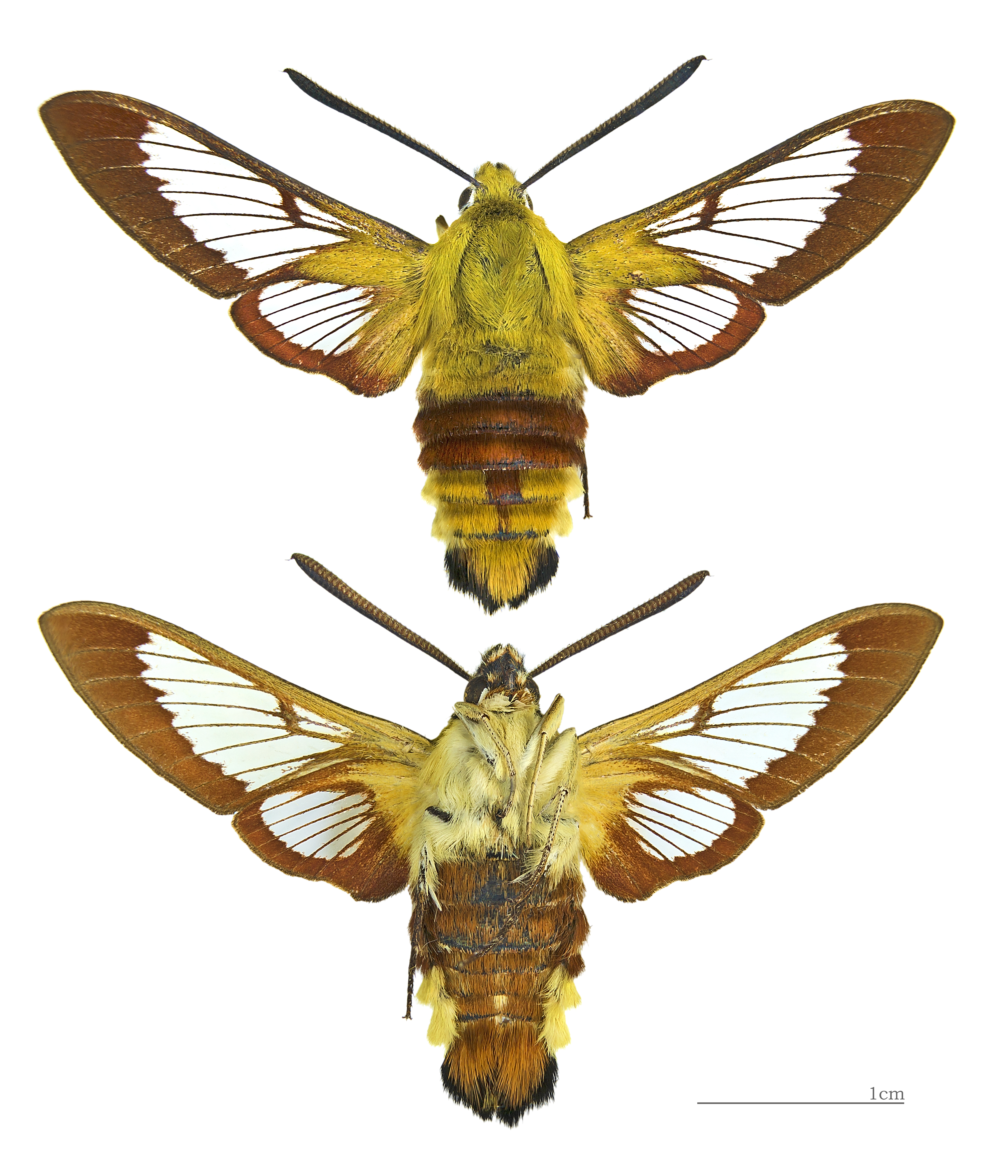
Hemaris fuciformis
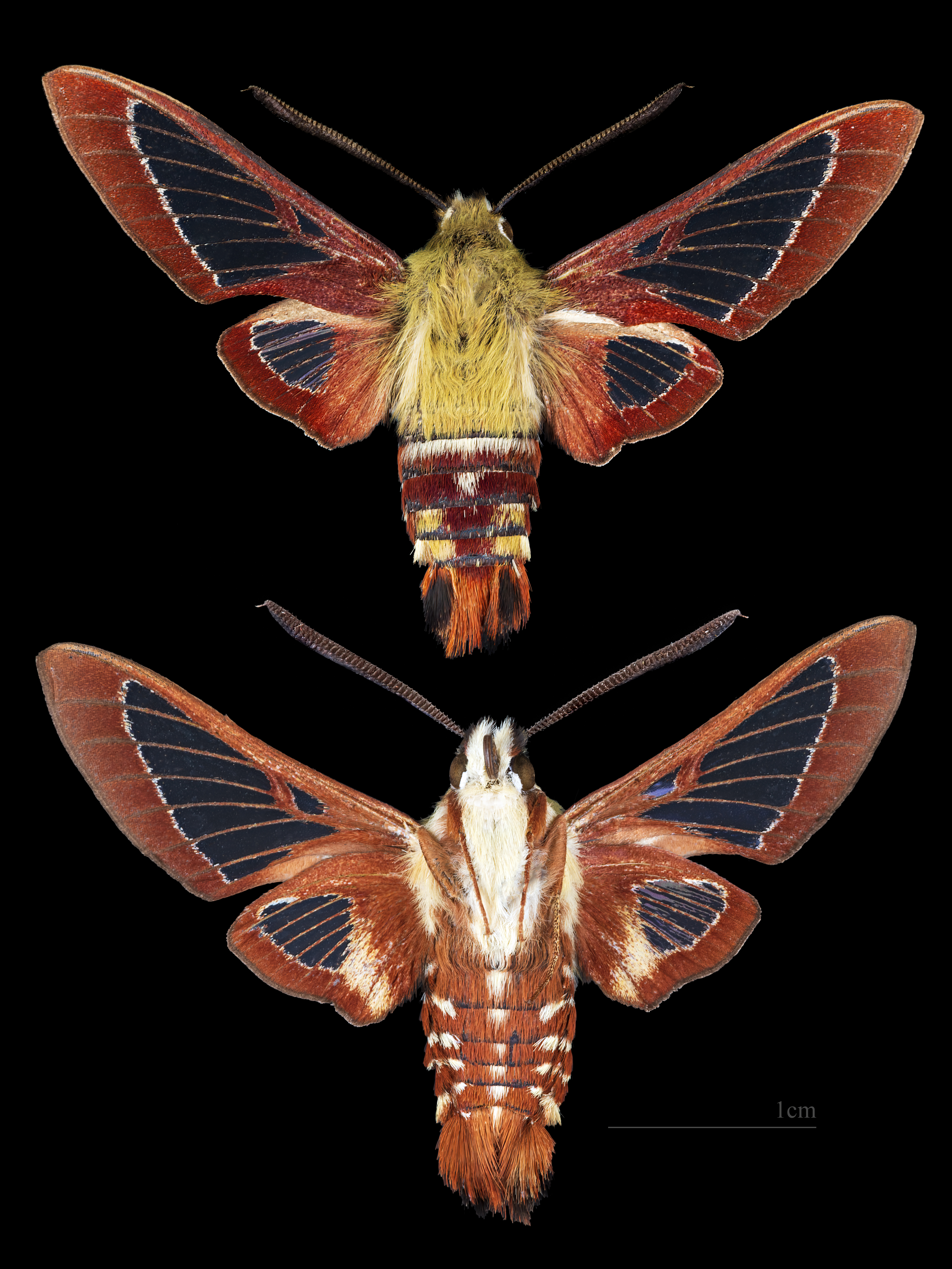
Hemaris gracilis
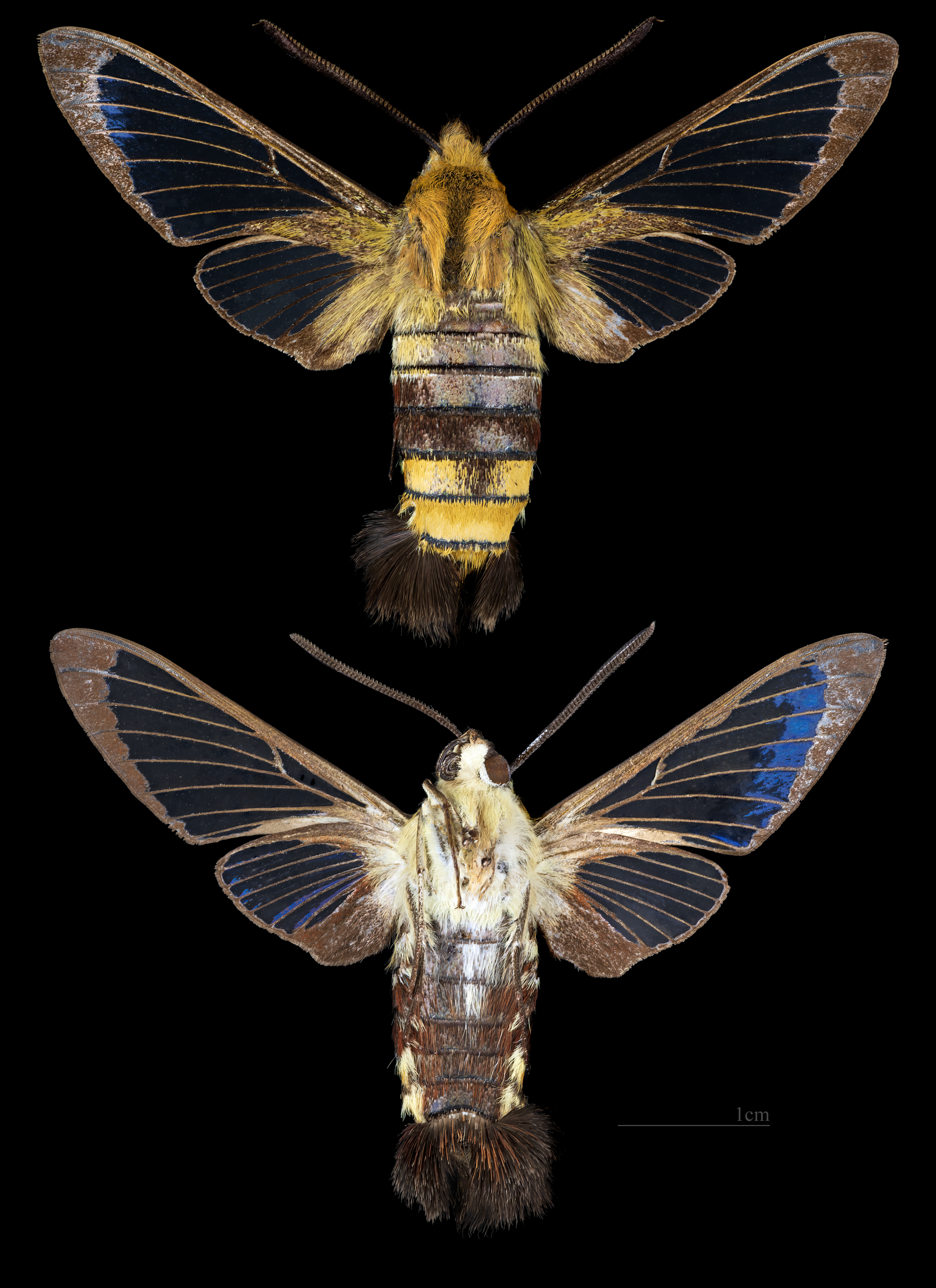
Hemaris saundersii
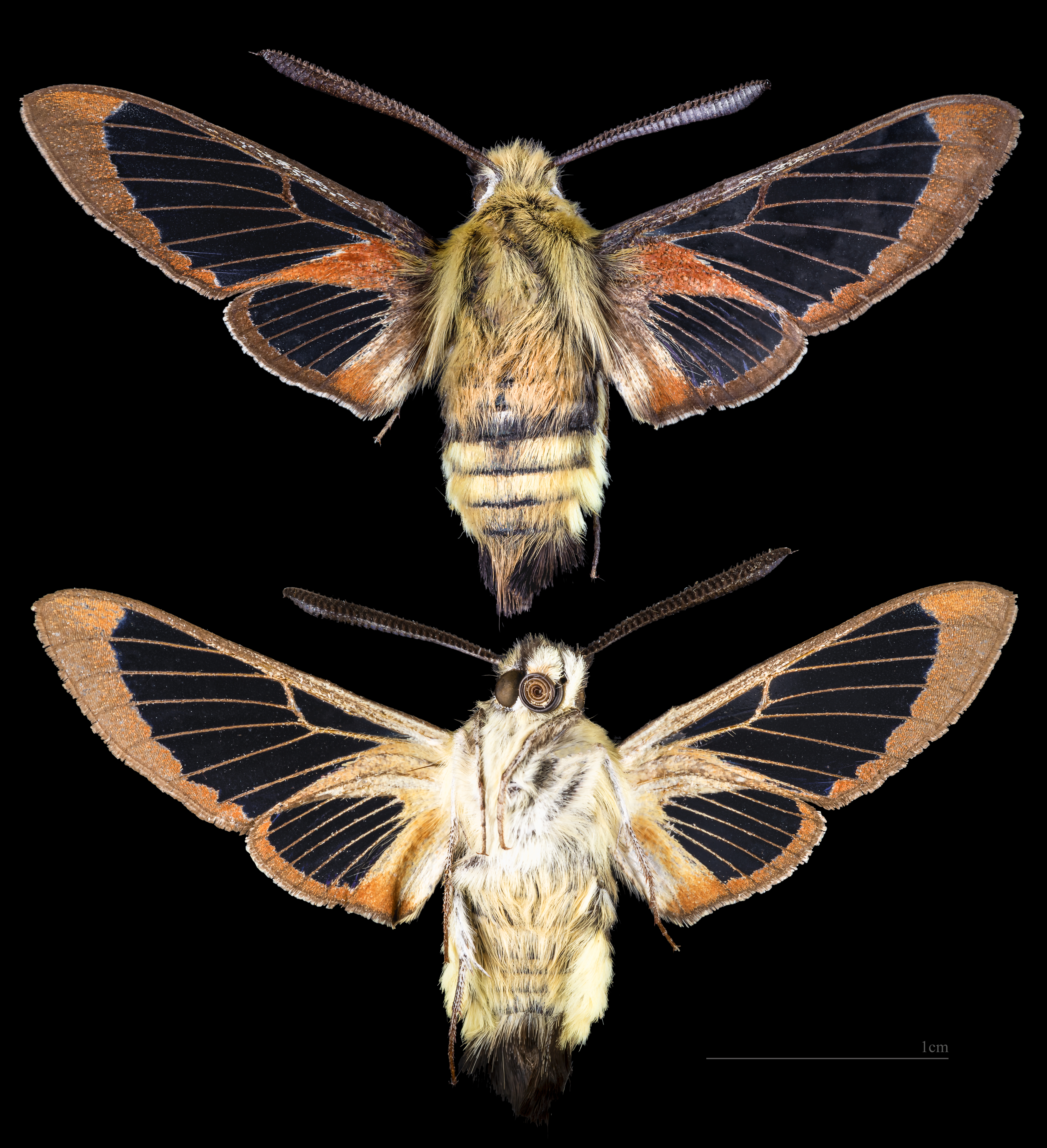
Hemaris thetis
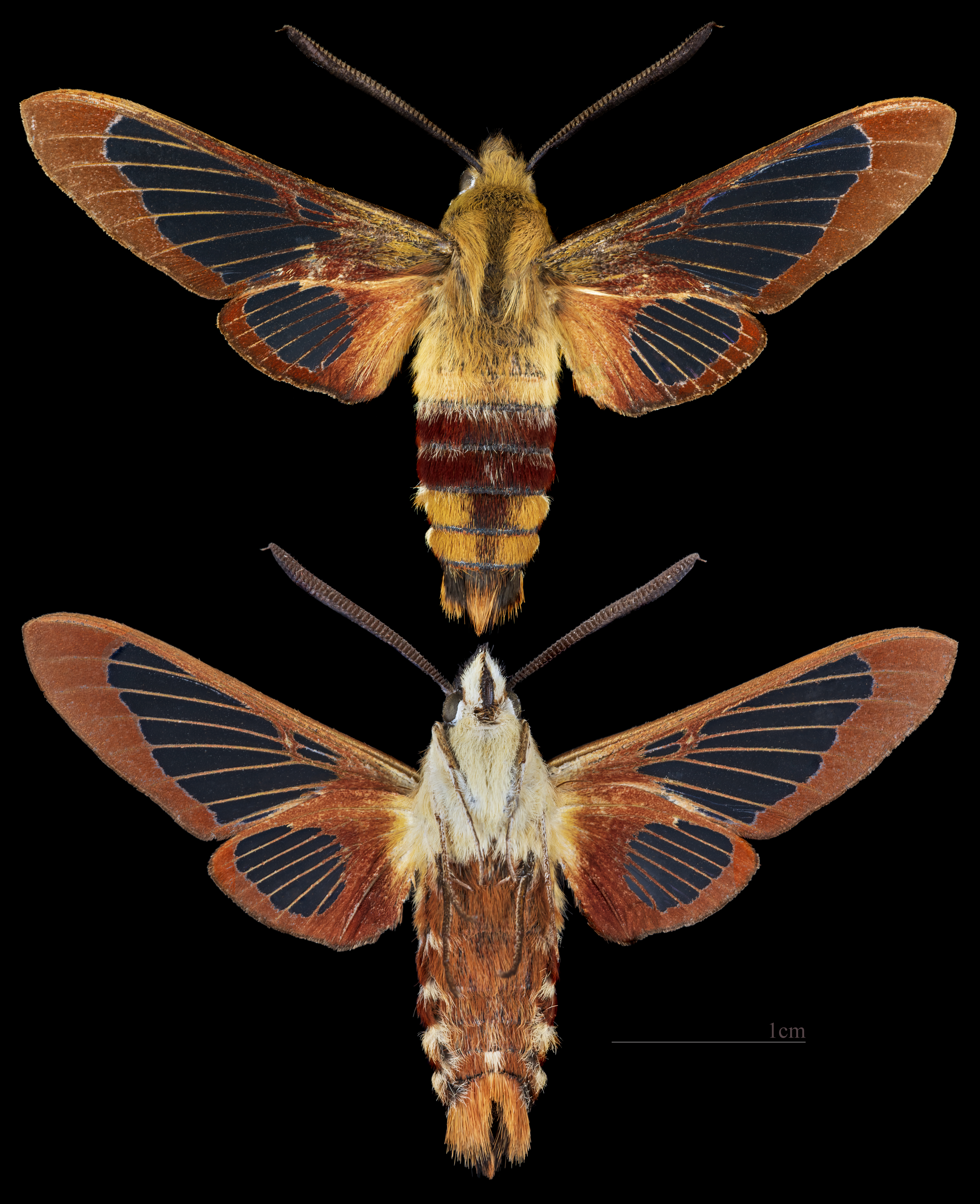
Hemaris thysbe
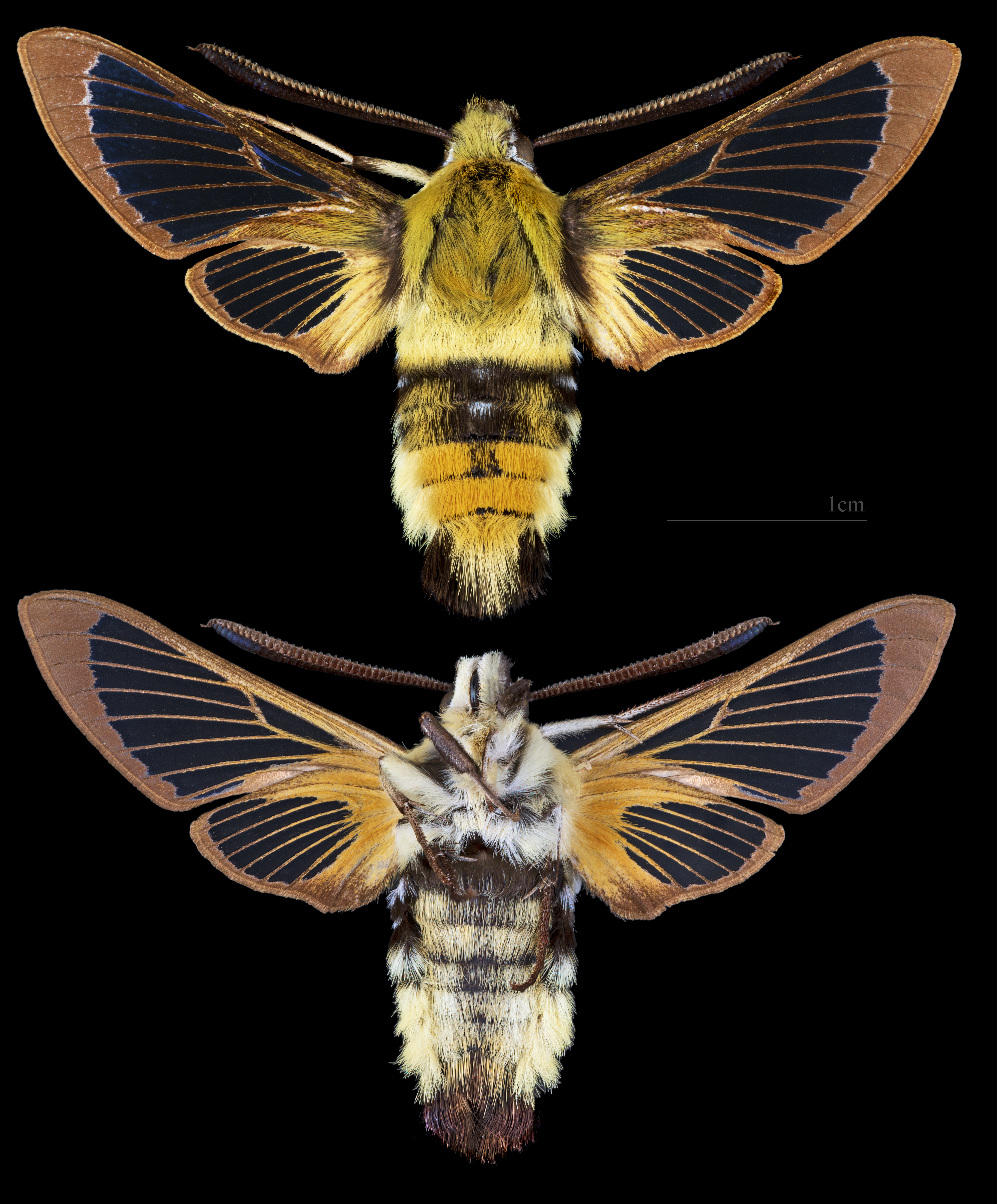
Hemaris tityus